# Euskal Bizikleta
Euskal Bizikleta (baskiska, ungefär "Baskisk cykling" på svenska), var ett etapplopp i landsvägscykling som avhölls i spanska Baskien under olika namn: från 1952 hette det Eibarko Bizikleta (efter staden Eibar) till 1968, varefter det inte arrangerades igen förrän 1987 och då under namnet Arrateko Igoera  ("Arrate-klättringen"), vilket slutligen döptes om 1991 till Euskal Bizikleta. När UCI Europe Tour skapades 2005 inkluderades loppet i denna och klassificerades i den högsta kategorin, 2.HC. 2009 ställdes loppet in på grund av finansieringsproblem, för att senare gå upp i Euskal Herriko Itzulia, vilket på svenska vanligtvis kallas Baskien runt.
Eibarko Bizikleta hölls (vanligen) i april som ett tredagarslopp, men från återskapandet 1987 gick det i juni (1996–2000 i slutet av maj) och 1989 utökades det till ett femdagarslopp. De två sista åren återgick det dock till att köras på tre dagar (vilket, liksom loppets slutliga nerläggning, hade samband med den kris som cykelsporten var i under denna tid – dels ekonomiskt, på grund av de många dopingskandalerna som orsakade sponsorsflykt, och dels organisatoriskt, på grund av konflikten mellan de stora tävlingsarrangörena och UCI i samband med införandet av UCI ProTour).

## Podieplaceringar
| År                                  | Vinnare                  | Tvåa                      | Trea                      |
| Eibarko Bizikleta                   |                          |                           |                           |
| 1952                                | Louis Caput              | Willy Kemp                | Hortensio Vidaurreta      |
| 1953                                | Vicente Iturat           | Francisco Masip           | Lido Sartini              |
| 1954                                | José Serra Gil           | Federico Bahamontes       | Hortensio Vidaurreta      |
| 1955                                | José Escolano Sanchez    | Vicente Iturat            | Bernardo Ruiz             |
| 1956                                | Jesús Loroño             | Jesús Galdeano            | Miguel Bover              |
| 1957                                | Antonio Barrutia         | Miguel Vidaurreta         | Carmelo Morales           |
| 1958                                | Jesús Loroño             | Antonio Karmany           | Antonio Suárez            |
| 1959                                | Antonio Bertrán          | Fernando Manzaneque       | Salvador Botella          |
| 1960                                | Benigno Aspuru           | Jean-Claude Annaert       | Carmelo Morales           |
| 1961                                | Antonio Karmany          | Jean-Claude Annaert       | Luís Otaño                |
| 1962                                | Rolf Wolfshohl           | Antonio Karmany           | Francisco Gabica          |
| 1963                                | Juan José Sagarduy       | Antonio Karmany           | Fernando Manzaneque       |
| 1964                                | Carlos Echeverría        | Julio Jiménez             | Joaquin Galera            |
| 1965                                | Sebastián Elorza         | Luís Otaño                | José Luis Talamillo       |
| 1966                                | Eusebio Vélez            | Lucien Aimar              | José María Errandonea     |
| 1967                                | Carlos Echeverría        | José María Errandonea     | José Luis Uribezubia      |
| 1968                                | José María Errandonea    | Aurelio González          | Francisco Gabica          |
| 1969– 1986                          | ej avhållet              |                           |                           |
| Arrateko Igoera – Eibarko Bizikleta |                          |                           |                           |
| 1987                                | Marino Lejarreta         | Pedro Munoz               | Iñaki Gastón              |
| 1988                                | Jokin Mujika             | Robert Millar             | Charly Mottet             |
| 1989                                | Federico Echave          | Thierry Claveyrolat       | Pedro Munoz               |
| 1990                                | Thierry Claveyrolat      | Federico Echave           | Francisco Javier Mauleón  |
| Euskal Bizikleta                    |                          |                           |                           |
| 1991                                | Gianni Bugno             | Piotr Ugrumov             | Miguel Indurain           |
| 1992                                | Franco Chioccioli        | Piotr Ugrumov             | Danny Nelissen            |
| 1993                                | Piotr Ugrumov            | Franco Chioccioli         | Stefano Della Santa       |
| 1994                                | Stefano Della Santa      | Jevgenij Berzin           | Davide Rebellin           |
| 1995                                | Jevgenij Berzin          | Alex Zülle                | Francesco Frattini        |
| 1996                                | Miguel Indurain          | Alex Zülle                | Marcelino García          |
| 1997                                | Abraham Olano            | Fernando Escartín         | Daniel Clavero            |
| 1998                                | Abraham Olano            | Aitor Garmendia           | Laurent Jalabert          |
| 1999                                | David Etxebarría         | José Alberto Martínez     | Unai Osa                  |
| 2000                                | Haimar Zubeldia          | Igor González de Galdeano | David Etxebarría          |
| 2001                                | Juan Carlos Domínguez    | Joseba Beloki             | Igor González de Galdeano |
| 2002                                | Mikel Zarrabeitia        | Raimondas Rumšas          | José Azevedo              |
| 2003                                | José Antonio Pecharromán | Joseba Beloki             | Francesco Casagrande      |
| 2004                                | Roberto Heras            | Roberto Laiseka           | Samuel Sánchez            |
| 2005                                | Eladio Jiménez           | Adrián Palomares          | Aketza Peña               |
| 2006                                | Koldo Gil                | David Herrero             | Jesus Del Nero            |
| 2007                                | Constantino Zaballa      | Jörg Jaksche              | José Miguel Elías         |
| 2008                                | Eros Capecchi            | Igor Antón                | Adrián Palomares          |